# Andreas Hilfiker
Andreas Hilfiker (Aarau, 11 febbraio 1969) è un allenatore di calcio ed ex calciatore svizzero, di ruolo portiere, coordinatore dei portieri del Grasshoppers.

## Carriera

### Nazionale
Ha esordito con la Svizzera il 10 febbraio 1997 nella sconfitta per 2-1 contro la Russia. Complessivamente vanta otto presenze con la selezione elvetica, l'ultima delle quali nel 1999.

## Dopo il ritiro
Al termine della carriera agonistica è diventato allenatore dei portieri, iniziando al Thun per poi andare all'Aarau nel 2007, tornando così nel club della sua città Natale nove anni dopo la sua esperienza da calciatore.
Nel gennaio 2008 diventa il preparatore dei portieri del Wolfsburg, incarico che mantiene sino al 23 febbraio 2018, giorno in cui viene promosso a coordinatore dei portieri. Il 23 dicembre 2019 viene annunciata la sua separazione dal club tedesco.
Il 13 giugno 2021 fa ritorno all'Aarau come coordinatore dei portieri.
Dopo due anni all'Aarau, il 4 luglio 2023 diventa il nuovo capo allenatore dei portieri del Grasshoppers.
Il 9 agosto 2024 il Grasshoppers annuncia che lui è diventato il nuovo responsabile per i portieri delle giovanili.

## Statistiche

### Cronologia presenze e reti in nazionale
| Cronologia completa delle presenze e delle reti in nazionale ― Svizzera | Cronologia completa delle presenze e delle reti in nazionale ― Svizzera | Cronologia completa delle presenze e delle reti in nazionale ― Svizzera | Cronologia completa delle presenze e delle reti in nazionale ― Svizzera | Cronologia completa delle presenze e delle reti in nazionale ― Svizzera | Cronologia completa delle presenze e delle reti in nazionale ― Svizzera | Cronologia completa delle presenze e delle reti in nazionale ― Svizzera | Cronologia completa delle presenze e delle reti in nazionale ― Svizzera |
| Data                                                                    | Città                                                                   | In casa                                                                 | Risultato                                                               | Ospiti                                                                  | Competizione                                                            | Reti                                                                    | Note                                                                    |
| ----------------------------------------------------------------------- | ----------------------------------------------------------------------- | ----------------------------------------------------------------------- | ----------------------------------------------------------------------- | ----------------------------------------------------------------------- | ----------------------------------------------------------------------- | ----------------------------------------------------------------------- | ----------------------------------------------------------------------- |
| 10-2-1997                                                               | Hong Kong                                                               | Russia                                                                  | 2 – 1                                                                   | Svizzera                                                                | Carlsberg Cup 1997 - Finale                                             | -2                                                                      |                                                                         |
| 2-9-1998                                                                | Niš                                                                     | Jugoslavia                                                              | 1 – 1                                                                   | Svizzera                                                                | Amichevole                                                              | -1                                                                      |                                                                         |
| 10-10-1998                                                              | Udine                                                                   | Italia                                                                  | 2 – 0                                                                   | Svizzera                                                                | Qual. Euro 2000                                                         | -2                                                                      |                                                                         |
| 14-10-1998                                                              | Zurigo                                                                  | Svizzera                                                                | 1 – 1                                                                   | Danimarca                                                               | Qual. Euro 2000                                                         | -1                                                                      |                                                                         |
| 18-11-1998                                                              | Budapest                                                                | Ungheria                                                                | 2 – 0                                                                   | Svizzera                                                                | Amichevole                                                              | -2                                                                      | 46’                                                                     |
| 6-2-1999                                                                | Mascate                                                                 | Slovenia                                                                | 0 – 2                                                                   | Svizzera                                                                | Amichevole                                                              | -                                                                       |                                                                         |
| 10-3-1999                                                               | San Gallo                                                               | Svizzera                                                                | 2 – 4                                                                   | Austria                                                                 | Amichevole                                                              | -4                                                                      |                                                                         |
| 18-8-1999                                                               | Drnovice                                                                | Rep. Ceca                                                               | 3 – 0                                                                   | Svizzera                                                                | Amichevole                                                              | -3                                                                      | 46’                                                                     |
| Totale                                                                  |                                                                         | Presenze                                                                | 8                                                                       |                                                                         | Reti                                                                    | -15                                                                     |                                                                         |